# Peter Barton
Peter Thomas Barton, bardziej znany jako Peter Barton (ur. 19 lipca 1956 w Valley Stream) – amerykański aktor telewizyjny i filmowy.

## Życiorys

### Wczesne lata
Urodził się i dorastał w Valley Stream, na wsi w hrabstwie Nassau, w stanie Nowy Jork. Wychowywał się z bratem Billym i siostrą Lindą. Ukończył Valley Stream Central High School, gdzie grał w piłkę nożną i trenował wrestling. Uczęszczał potem do Nassau Community College w East Garden City w stanie Nowy Jork. Choć został przyjęty na studia chiropraktyki medycznej i farmakologii w John’s University Medical School, postanowił rozpocząć karierę aktorską.

### Kariera
Dorabiał jako model, zanim zadebiutował na małym ekranie w 13-odcinkowym serialu NBC Shirley (1979-80) z udziałem Shirley Jones i Rosanny Arquette, a następnie trafił na kinowy ekran w dramacie sensacyjnym Bunt (Stir, 1980), gdzie partnerował Bryanowi Brownowi i Dennisowi Millerowi. W dreszczowcu Piekielna noc (Hell Night, 1981) wcielił się w postać Jeffa Reeda, jednego z czworga studentów, którzy spędzają noc w nawiedzonej posesji, ponadto pojawił się na drugim planie w kultowym slasherze Piątek, trzynastego IV: Ostatni rozdział (Friday the 13th: The Final Chapter, 1984).
Po występie w telewizyjnym dramacie ABC Pierwszy czas (The First Time, 1982) z Jennifer Jason Leigh, zagrał tytułowego bohatera – obcego chłopaka z innej planety w serialu NBC Siły Matthew Stara (The Powers of Matthew Star, 1982-83). Pojawił się w sitcomie Statek miłości (The Love Boat, 1984), operze mydlanej CBS Moda na sukces (The Bold and the Beautiful, 1993) jako Scott Grainger, serialu Prawo Burke’a (Burke’s Law, 1994-95) jako detektyw z Beverly Hills Peter Burke, operze mydlanej NBC Sunset Beach (1997-98) w roli Eddiego Connorsa, serialu Słoneczny patrol (Baywatch, 1999) i operze mydlanej CBS Żar młodości (The Young and the Restless, 2005).

## Życie prywatne
Zamieszkał w Los Angeles.
W 2013 wraz z Kevinem Brophym otrzymał posiadłość w Illinois o wartości miliona dolarów w spadku po ich fanie Rayu Falku.

## Filmografia

### Filmy fabularne
- 1980: Bunt (Stir) jako dozorca więzienny z karabinem
- 1981: Piekielna noc (Hell Night) jako Jeff Reed
- 1982: Pierwszy czas (The First Time, TV) jako Steve Kingsley
- 1984: Piątek, trzynastego IV: Ostatni rozdział (Friday the 13th: The Final Chapter) jako Doug

### Seriale TV
- 1979-80: Shirley jako Bill Miller
- 1982-83: Siły Matthew Stara (The Powers of Matthew Star) jako Matthew Star
- 1984: Statek miłości (The Love Boat) jako Byron
- 1985: The Fall Guy jako Simon Gordon
- 1986–93: Żar młodości (The Young and the Restless) jako dr Scott Grainger
- 1987: Vanity Fair jako Bosun
- 1987: Córeczki milionera (Rags to Riches) jako Brady Ladean
- 1993: Moda na sukces (The Bold and the Beautiful) jako dr Scott Grainger
- 1994-95: Prawo Burke’a (Burke’s Law) jako detektyw Peter Burke
- 1995: Szpital kliniczny (University Hospital) jako Peter Piper
- 1996: Niebieski Pacyfik (Pacific Blue) jako Greg 'Dingo' Vernon
- 1997-98: Sunset Beach jako Eddie Connors
- 1998: Statek miłości: Następna fala (The Love Boat: The Next Wave) jako Tom
- 1999: Słoneczny patrol (Baywatch) jako Damon Lusk
- 2005: Żar młodości (The Young and the Restless) jako dr Scott Grainger